# San Michele in Monte Laureto
San Michele in Monte Laureto è una chiesa cattolica che si trova in contrada Monte Laureto a circa 3 km da Putignano nella città metropolitana di Bari. Si tratta di una chiesa ipogea incastonata in una caratteristica e unica grotta, cui si accede grazie ad una scalinata.

## Storia
La famiglia di Papa Gregorio Magno nel 591 diede avvio alla trasformazione in chiesa di una grotta già dedita al culto di Apollo e successivamente alla devozione di San Michele arcangelo. Il primo documento che cita la chiesa risale al 1098.